# Canis indica
Espèce
Canis indica est une espèce de Canidae proposée en 2007, dans une étude qui démontre que deux petites populations de loups indiens menacées d'extinction sont éloignées des autres lignées d'ADNmt de loups et de chiens. Ces deux lignées de loups indiens représentent deux nouvelles espèces, occupant une position intermédiaire entre Canis latrans et Canis lupus, ou bien ont divergé des sous-espèces de C. lupus en raison de l'isolement et de la dérive génétique. Dans cette étude, les analyses étendues des données de la boucle D et des séquences partielles de l'ARNr 16S montrent un schéma très réticulé et ne permettent pas de résoudre sans ambiguïté la relation phylogénétique des loups indiens parmi les autres espèces de canidés. Les reconstructions phylogénétiques des séquences de cytochrome b soutiennent cependant la distinction génétique entre les deux lignées de loups indiens, ainsi que par rapport à toutes les autres populations de loups du monde, dont les individus appartenant aux sous-espèces Canis lupus chanco et Canis lupus pallipes, auxquelles les deux populations de loups indiens sont traditionnellement assignées. L'étude conclut que cette différenciation génétique soutient la mise en évidence de deux espèces de loups distinctes, sous les noms Canis himalayensis et C. indica.
La validité de ce nom scientifique ne fait pas l'unanimité. Ainsi, selon CITES,, Canis indica Aggarwal, Kivisild, Ramadevi & Singh, 2007 est synonyme de Canis lupus Linnaeus, 1758,  ; selon BioLib (25 octobre 2021), c'est un synonyme de Canis lupus pallipes Sykes, 1831.